# Борис Данилович
Борис Данилович (ум. 30 мая 1320) — князь костромской, городецкий.

## Биография
Сын князя Даниила Александровича, внук Александра Невского.
В 1304 году, во время противостояния Юрия Даниловича Московского и Михаила Ярославича Тверского за великое княжение был послан старшим братом Юрием в Кострому на княжение, там был захвачен в плен и уведён в Тверь. Был вскоре освобождён и в 1305 году возвратился в Москву. В 1307 году в результате противоречий со старшим братом Юрием, Борис с братом Александром отъехали в Тверь. В 1311 году скончался бездетный городецкий князь Михаил Андреевич (по разным версиям, сын князя Андрея Ярославича или Андрея Александровича). Пока московские послы пытались уговорить ордынского хана уступить выморочный Городецкий удел их князю, Юрий, не дожидаясь решения хана, самовольно забрал эту землю у суздальских князей, посадив туда Бориса и перенеся столицу удела из Городца в Нижний Новгород.
В 1317 году в сражении под селом Бортеневом Борис попал в тверской плен, из которого затем был освобождён.
Умер 30 мая 1320 года. Погребён во Владимире в Успенском соборе.